# Heinrich-Georg Raskop
Heinrich-Georg Raskop (* 28. Mai 1904 in Dortmund; † 15. Juli 1985 ebenda) war ein deutscher Erwachsenenbildner, Hochschullehrer und Medienpolitiker. Er gehörte der Christlich Demokratischen Union Deutschlands (CDU) an.

## Leben
Heinrich Raskop wurde katholisch getauft. Er absolvierte sein Abitur 1923 am Bismarck-Realgymnasium und studierte anschließend in Münster Jura, Nationalökonomie und Soziologie, danach in Köln Geschichte, Germanistik, Volkskunde und Pädagogik. Während des Studiums absolvierte er eine Ausbildung im Verlagswesen bei der Zentralstelle des Volksvereins für das katholische Deutschland in Mönchengladbach.
Im Jahr 1929 übernahm Raskop die Leitung des im Jahr zuvor gegründeten Katholischen Bildungswerks Dortmund, von da an Institut für neuzeitliche Volksbildungsarbeit Dortmund. Nach der nationalsozialistischen Machtergreifung 1933 wurden dem Institut die staatlichen Zuschüsse gestrichen, nach dem so genannten Röhm-Putsch gerieten Raskop und das Institut ins Visier der Geheimen Staatspolizei. Um seinen Lebensunterhalt aufzubessern, trat Raskop 1934 in den Dienst des Hörder Bergwerks- und Hütten-Vereins ein, wo er für die Erwachsenenbildung und Lehrlingsausbildung verantwortlich war. Er behielt die Stelle bis zum Kriegsende und stieg bis zum Verwaltungsdirektor auf. Durch Vermittlung Lorenz Jaegers wurde das Institut für neuzeitliche Volksbildungsarbeit eine kirchliche Einrichtung und stand unter dem Schutz des Reichskonkordats, ab 1938 hieß es wieder Katholisches Bildungswerk Dortmund. Aufgaben waren vor allem Erwachsenenbildung und Religionspädagogik, daneben war es auch verlegerisch tätig. Heinrich Raskop veröffentlichte dort gemeinsam mit Josef Pieper die Christenfibel. Er gehörte dem Dienstagskreis um Joseph Scherer an, einer der Keimzellen der Dortmunder CDU.
Nach dem Ende des Zweiten Weltkriegs wurde Raskop Mitarbeiter des Oberpräsidenten von Westfalen Rudolf Amelunxen und dessen Wirtschaftsminister Erik Nölting. Er initiierte unter anderem die Gründung des Materialprüfungsamts Nordrhein-Westfalen im Dortmunder Stadtteil Aplerbeck. Seit 1945 war er in den Spitzengremien des Nordwestdeutschen Rundfunks und später des Westdeutschen Rundfunks vertreten. Er war an der Entwicklung von UKW-Programmen und Vorbereitungen zum Fernsehprogramm beteiligt. Vom 19. Dezember 1946 bis zum 19. April 1947 gehörte er für die CDU dem ernannten Landtag von Nordrhein-Westfalen an, von 1946 bis 1948 war er außerdem Mitglied der Dortmunder CDU-Ratsfraktion.
Im Jahr 1948 erhielt er einen Ruf an die Pädagogische Akademie Dortmund, die später in der Pädagogischen Hochschule Ruhr aufging, als Professor für Soziologie, Sozialpädagogik und politische Bildung. Von 1951 bis 1964 saß er wieder im Rat der Stadt Dortmund und war bis 1962 auch Fraktionsvorsitzender der CDU. Von 1956 bis 1964 war er Vorsitzender des Kulturausschusses der Landschaftsversammlung Westfalen-Lippe.
Durch den Generationenwechsel in der Partei verlor Raskop an Rückhalt in der Partei und wurde 1964 sogar aus der Partei ausgeschlossen. Im Jahr 1972 erfolgte die Emeritierung.
Heinrich Raskop starb im Alter von 81 Jahren am 15. Juli 1985 in Dortmund.

## Auszeichnungen
Heinrich Raskop wurde 1958 der Ehrenring der Stadt Dortmund verliehen.

## Werke
- mit Josef Pieper: Christenfibel. Veröffentlichung des katholischen Bildungswerks. Kösel, München 1952.
- (Hrsg.): Matthias Joseph Scheeben (vermutlich): Die Gründung des christlich-deutschen Königstums und christlich-deutscher Kultur zur Zeit der Sachsenkaiser. Grünewald, Mainz 1936. Erschien zuerst in: Periodische Blätter zur wissenschaftlichen Besprechung der großen religiösen Fragen der Gegenwart. Jahrgang 4, 1875; Anmerkungen von Hans Schulte.